# The Blues Project
The Blues Project was een Amerikaanse bluesband, die werd opgericht in 1964 door Danny Kalb.

## Bezetting
Oprichters
- Danny Kalb (gitaar)
- Al Kooper (keyboards)
- Steve Katz (gitaar)
- Andy Kulberg (basgitaar)
- Roy Blumenfeld (drums)
- Tom Flanders (zang)

Latere leden
- John Gregory (basgitaar, zang)
- Richard Greene (viool)
- Donald Kretmar (saxofoon)

## Geschiedenis
De band combineerde kundig blues, folk en jazz. Terwijl in het Verenigd Koninkrijk al in de jaren 1950, voortgedreven door muzikanten als Alexis Korner en Cyril Davies, een blues-revival in gang werd gezet, waren de Verenigde Staten nog niet zover, zodat het commerciële succes op zich liet wachten.
Tom Flanders verliet de band al in 1965 en Al Kooper en Steve Katz gingen in 1967 om Blood, Sweat & Tears op te richten. Kalb verdween onder mysterieuze omstandigheden en werd door zijn vrienden gezocht via krantenadvertenties.
In 1968 gaf The Blues Project zijn afscheidsconcert met Andy Kuhlberg, John Gregory, Richard Greene, Donald Kretmar en Roy Blumenfeld. Daarna trad de band op onder de nieuwe naam Seatrain. Vanaf 1971 waren er reünie-optredens en nieuwe opnamen van The Blues Project.

## Discografie
- 1966: Live At The Cafe Au Go Go
- 1966: Projections
- 1967: Live At Town Hall
- 1968: Planned Obsolescence
- 1971: Lazarus
- 1972: The Blues Project
- 1973: Reunion In Central Park
- 1989: Best Of The Blues Project
- 1996: Chronicles